# Храм рођења Господа Исуса Христа у Љубињу
Храм рођења Господа Исуса Христа у Љубињу је храм Српске православне цркве који припада Епархији захумско-херцеговачкој и приморској. Налази се у Љубињу, Република Српска, Босна и Херцеговина. Темељи храма освештани су 11. јуна 2000. године, док је 21. септембра 2004. године, обављено је освештање новог Саборног храма.